# Juliusz Paetz

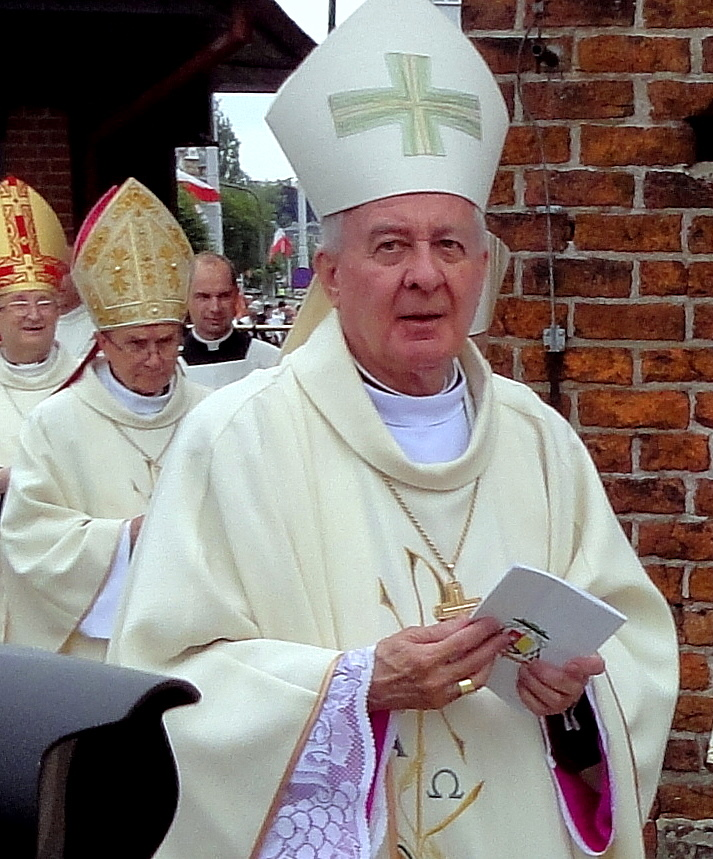
Juliusz Paetz (2012)

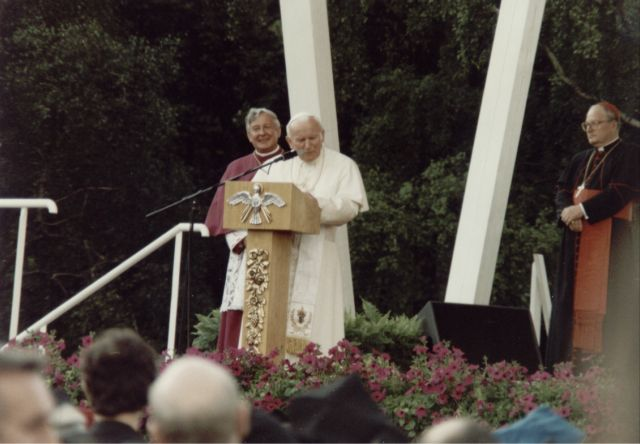
Juliusz Paetz (1997) neben Papst Johannes Paul II.

Juliusz Paetz (* 2. Februar 1935 in Posen; † 15. November 2019 in Pleszew) war Erzbischof von Posen.

## Leben
Juliusz Paetz studierte Philosophie und Katholische Theologie am Priesterseminar in Posen, an der Katholischen Universität Lublin, an der Päpstlichen Universität Gregoriana und am Angelicum in Rom. Am 28. Juni 1959 empfing er in der St. Peter und Paul Kathedrale in Posen, von Erzbischof Antoni Baraniak die Priesterweihe. Von 1969 bis 1976 arbeitete er in der Gemeindepastoral und ab 1976 im Sekretariat der Bischofssynode in Rom, als Mitarbeiter des Staatssekretariats war er Delegierter in der ständigen Arbeitsgruppe für Kontakte mit der Regierung der Volksrepublik China und dort den Päpsten Paul VI., Johannes Paul I. und Johannes Paul II. unmittelbar unterstellt.

### Bischof von Łomża und Erzbischof von Posen
Am 20. Dezember 1982 ernannte ihn Papst Johannes Paul II. zum Bischof von Łomża und erteilte ihm am 6. Januar 1983 die Bischofsweihe im Petersdom in Rom. Mitkonsekratoren waren der Offizial im Staatssekretariat des Heiligen Stuhls, Erzbischof Eduardo Martínez Somalo und der Sekretär in der Kongregation für die Evangelisierung der Völker, Erzbischof Duraisamy Simon Lourdusamy.
Johannes Paul II. ernannte Paetz am 11. April 1996 zum Erzbischof von Posen. Paetz wurde am 23. April 1996 in sein Bistum eingeführt; das Pallium des Metropoliten erhielt er am 29. Juli 1996 aus den Händen des Papstes.

### Missbrauchsvorwürfe
Der Vatikan ergriff 2001 Aktivitäten gegen Kleriker, die sexuelle Missbrauchshandlungen begangen hatten.
Eine vom Vatikan berufene Untersuchungskommission fand im Herbst 2001 Vorwürfe gegen Paetz bestätigt. 
Er wurde 2002 wegen sexueller Übergriffe im Posener Priesterseminar suspendiert. 
Er selbst bekannte sich nie schuldig; der Fall wurde nie aufgeklärt; die Staatsanwaltschaft hat den Fall nie weiter untersucht.
Im Juni 2010 tauchte in Medien die Meldung auf, Paetz sei von der Bischofskongregation rehabilitiert worden. Der Vatikan wies dies als falsch zurück. Es gehe nur darum, dass Paetz in Zukunft wieder öffentliche Messen feiern dürfe; dafür müsse er aber weiterhin die Zustimmung des zuständigen Bischofs einholen. Trotzdem trat Paetz im Laufe der Jahre bei vielen religiösen Zeremonien als Konzelebrant auf. Erst 2016 legte ihm der Vatikan erneut ein Leben im Verborgenen nahe.

Paetz lebte zuletzt im Haus der Magdaschwestern in Pleszew. Er wurde im Grab seiner Eltern bestattet, nicht wie üblich in der Kathedrale seines ehemaligen Erzbistums, dem Posener Dom. Der Vatikan und Apostolische Nuntiatur in Polen sorgten in Absprache mit der Familie für diese Bestattung. Sie verlautbarten, dies sei auch der Wille von Paetz gewesen.